# Gioacchino Natoli
Gioacchino Natoli (né à Patti le 19 janvier 1940) est un magistrat italien, membre du Conseil supérieur de la magistrature de l'Italie. Il a passé la majeure partie de sa vie professionnelle à essayer de renverser le pouvoir de la Mafia sicilienne. Il est depuis juin 2016 responsable de la réorganisation de la justice dans toute l'Italie commandée par le ministère de la Justice.

## Biographie
Le Juge Natoli appartenait au Pôle antimafia de Palerme, créé par le juge Rocco Chinnici avec Giovanni Falcone et Paolo Borsellino, et comprenant également Giuseppe Di Lello Finuoli et Leonardo Guarnotta. Il a ainsi travaillé avec le Pôle dans le cadre du célèbre Maxi-procès de 1986, qui vit 360 mafieux être condamnés.
Le juge Natoli a également travaillé sur l'affaire du Pizza Connection Trial (en)  aux Etats-Unis en collaboration avec le FBI, de 1985 à 1987, et a ainsi vu les accusés Gaetano Badalamenti et d'autres membres importants de la Mafia américaine. En 1988, il collabore également avec Falcone et Rudolph Giuliani, à l'époque Procureur fédéral américain pour le district du sud de New York, dans des opérations contre les familles de Gambino et de Salvatore Inzerillo.

## Ouvrage
- Cosa nostra ieri, oggi, domani: la mafia siciliana nelle parole di chi la combatte, (con Gianni di Cagno) Ed. Dedalo, 2004,  (ISBN 8822062701)